# Anthenay

Anthenay este o comună în departamentul Marne, Franța. În 2009 avea o populație de 69 de locuitori.